# Portão (Rio Grande do Sul)
Portão é um município brasileiro do estado do Rio Grande do Sul, localizado na Região Metropolitana de Porto Alegre.